# Pontiac (Michigan)
Pour les articles homonymes, voir Pontiac.
Pontiac (en anglais [ˈpɒnᵗiæk]) est une ville située dans l’État du Michigan, aux États-Unis. Sa population, qui s’élevait à 59 515 habitants lors du recensement de 2010, est estimée à 59 438 habitants en 2019.
Pontiac est le siège du comté d'Oakland depuis le 28 mars 1820. Cette ville est souvent considérée comme une banlieue de Détroit, bien qu'elle contienne un secteur industriel important.

## Démographie
| Groupe            | Pontiac | Michigan | États-Unis |
| ----------------- | ------- | -------- | ---------- |
| Afro-Américains   | 52,1    | 14,2     | 12,6       |
| Blancs            | 34,4    | 79,0     | 72,4       |
| Autres            | 6,2     | 1,5      | 6,4        |
| Métis             | 4,5     | 2,3      | 2,9        |
| Asiatiques        | 2,3     | 2,4      | 4,8        |
| Amérindiens       | 0,6     | 0,6      | 0,9        |
| Total             | 100     | 100      | 100        |
|                   |         |          |            |
| Latino-Américains | 16,5    | 4,4      | 16,7       |

Selon l'American Community Survey, pour la période 2011-2015, 83,81 % de la population âgée de plus de 5 ans déclare parler l'anglais à la maison, 13,14 % déclare parler l'espagnol, 0,60 % une langue hmong et 2,44 % une autre langue.

## Économie
La ville a un long passé industriel. Entre autres Williams International y a son siège social et la 21st Century Newspapers y était basée.

## Sports
La ville abrite le Pontiac Silverdome, un stade de 80 311 places qui est l'ancien domicile des Lions de Détroit de la NFL (football américain) (de 1975 à 2001) et des Pistons de Détroit de la NBA (basket-ball) (de 1978 à 1988). C'est par ailleurs la ville natale de Hayes Wendell Jones en 1938,  athlète américain, spécialiste du 110 m haies, médaille de bronze aux Jeux olympiques de 1960 et champion olympique de la distance en 1964.

## Jumelage
Kusatsu (Shiga) (Japon)

## Personnalités liées à la ville
En 1831, Alexis de Tocqueville décrit, dans Quinze jours dans le désert, le tout début de l'urbanisation de Pontiac : "Vingt maisons très propres et fort jolies, formant autant de boutiques bien garnies, un ruisseau transparent, une éclaircie d'un quart de lieu carrée, et l'éternelle forêt à l'entour : voilà le tableau fidèle du village de Pontiac qui dans vingt ans peut-être sera une ville." (p.32, édition folio Gallimard)

## Référence
- (en) Cet article est partiellement ou en totalité issu de l’article de Wikipédia en anglais intitulé « Pontiac, Michigan » (voir la liste des auteurs).

1. ↑  (en) « Population and Housing Unit Estimates », sur census.gov (consulté le 21 mai 2020)
2. ↑  (en) « Archived copy » [archive du 25 mai 2013], sur freep.com (consulté le 23 mai 2013)
3. ↑  (en) « Pontiac, MI Population - Census 2010 and 2000 », sur censusviewer.com.
4. ↑  (en) « Population of Michigan - Census 2010 and 2000 », sur censusviewer.com.
5. ↑  (en) « Language spoken at home by ability to speak English for the population 5 years and over », sur data.census.gov.